# Ooencyrtus dione
Ooencyrtus dione is een vliesvleugelig insect uit de familie Encyrtidae. De wetenschappelijke naam is voor het eerst geldig gepubliceerd in 1994 door Huang & Noyes.